# California Proposition 19 (2010)

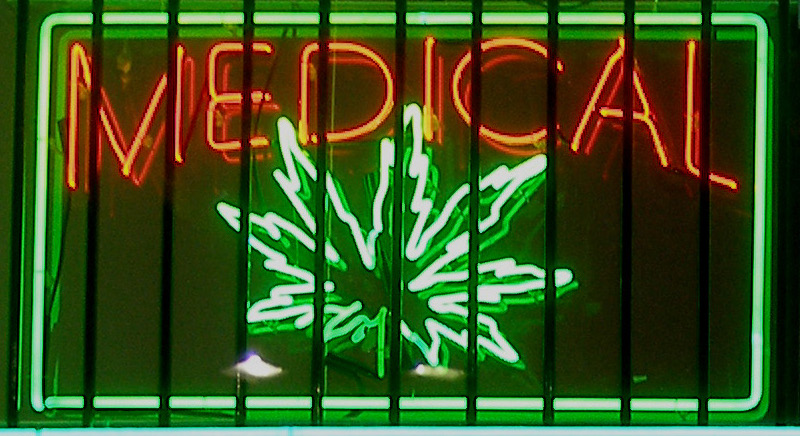
Reklame für medizinisches Cannabis in Los Angeles

California Proposition 19 war ein Volksentscheid, der am 2. November 2010 im US-Bundesstaat Kalifornien zur Abstimmung stand. Proposition bedeutet im Englischen Vorschlag, hier ist es ein Gesetzesvorhaben. Proposition 19 ist auch bekannt als Regulate, Control and Tax Cannabis Act of 2010 (deutsch Gesetz zur Regulierung, Kontrolle und Besteuerung von Cannabis).
Die Gesetzesinitiative sah die Legalisierung von Besitz, Herstellung, Transport und Verkauf von Rauschhanf vor. Zudem sollte sie einen Rahmen setzen für Besteuerung und Regulierung durch lokale Behörden und definiert verschiedene Straftatbestände (etwa die Abgabe von Cannabis an Minderjährige). Der Vorschlag wurde im März 2010 zur Abstimmung im November zugelassen und bei der Abstimmung am 2. November 2010 mit 54 zu 46 % abgelehnt.
Seit einer Volksabstimmung im Jahr 1996 ist Cannabis in Kalifornien zu medizinischen Zwecken legal. Ziel von Proposition 19 war eine allgemeine Legalisierung von Cannabis als Rauschmittel – analog zu Alkohol und Tabak, die als Genussmittel angesehen werden. Auch bei Annahme des Gesetzes wäre Cannabis nach Bundesrecht durch den Controlled Substances Act von 1970  grundsätzlich verboten geblieben (wie in allen anderen Bundesstaaten; → Föderalismus in den Vereinigten Staaten).

## Auswirkungen des Gesetzes

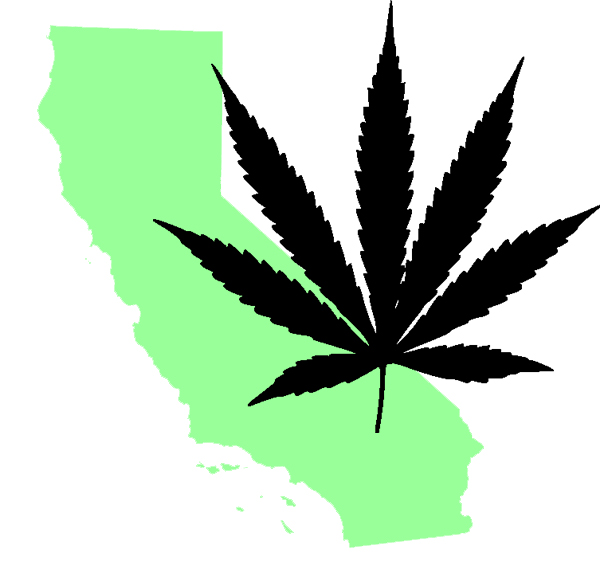
Cannabis in Kalifornien

Nach der Analyse durch den Bundesstaat Kalifornien hätte die Annahme von Proposition 19 die folgenden Effekte gehabt:

### Legalisierung von Marihuana für den Eigenbedarf
Volljährige Personen hätten ab dem Alter von 21 Jahren:
- bis zu einer Unze (28 Gramm) Marihuana für den Eigenbedarf besitzen dürfen,
- Marihuana an einem nicht-öffentlichen Platz (wie etwa in einer Wohnung) oder in einer lizenzierten öffentlichen Einrichtung konsumieren dürfen,
- auf einem Privatbesitz von bis zu ≈2,3 Quadratmetern (25 Quadratfuß) THC-produzierende Cannabispflanzen für den Eigenbedarf anbauen dürfen.

### Regulierung von kommerzieller Produktion und Verkauf
Lokale Behörden hätten:
- den Verkauf von bis zu einer Unze Marihuana pro Transaktion erlauben und die Öffnungszeiten und Örtlichkeiten der Geschäfte regulieren dürfen,
- größere Mengen Marihuana festlegen dürfen, die für den Eigenbedarf besessen oder angebaut, oder für kommerziellen Anbau, Transport und Verkauf bestimmt gewesen wären;
- den Transport von Marihuana von einer lizenzierten Abgabestelle in einer Stadt oder eines Verwaltungsbezirkes in die lizenzierte Abgabestelle einer anderen Stadt oder Verwaltungsbezirkes auch gegen örtliche Gesetze erlauben können.

### Besteuerung und Abgaben
- Proposition 19 hätte die Erhebung von Steuern ermöglicht, um den lokalen Behörden Einkommen zu verschaffen oder die mit der Regulierung verbundenen Kosten zu decken.

### Einführung von Straftat- und Zivilrechtbeständen
Proposition 19 hätte im Fall der Annahme folgende Auswirkungen auf die Gesetzgebung gehabt:
- Beibehaltung der Gesetze, die den Verkauf an Minderjährige und das Fahren unter Einfluss der Substanzen regeln;
- Beibehaltung des Rechts eines Arbeitgebers, den Konsum von Marihuana anzusprechen, wenn dieser die Leistungsfähigkeit bei der Arbeit beeinträchtigt;
- Beibehaltung der Gesetze gegen den landesweiten oder internationalen Transport von Marihuana,
- jede Person, der der Verkauf von Marihuana erlaubt gewesen wäre und die dieses wissentlich an jemanden unter dem Alter von 21 abgegeben oder verkauft hätte, wäre mit dem Entzug der Erlaubnis für Besitz, Umgang oder der Arbeitsfähigkeit in einer lizenzierten Abgabestelle für ein Jahr bedroht gewesen;
- jede Person, der der Verkauf von Marihuana erlaubt gewesen wäre und die dieses wissentlich an jemanden unter dem Alter von 21, aber über dem Alter von 18 abgegeben oder verkauft hätte, wäre mit Freiheitsstrafe im Bezirksgefängnis bis zu sechs Monaten sowie einer Strafe von bis zu 1000 US-Dollar bedroht gewesen;
- jede Person, der der Verkauf von Marihuana erlaubt gewesen wäre und die dieses wissentlich an jemanden im Alter von 14 bis 17 Jahren abgegeben oder verkauft hätte, wäre mit Freiheitsstrafe im Bundesgefängnis für einen Zeitraum von drei, vier oder fünf Jahren bedroht gewesen;
- jede Person, der der Verkauf von Marihuana erlaubt gewesen wäre und die dieses wissentlich an jemanden im Alter von weniger als 14 Jahren abgegeben oder verkauft hätte, wäre mit Freiheitsstrafe im Bundesgefängnis für einen Zeitraum von drei, fünf oder sieben Jahren bedroht gewesen.

## Entstehung des Gesetzesvorhabens

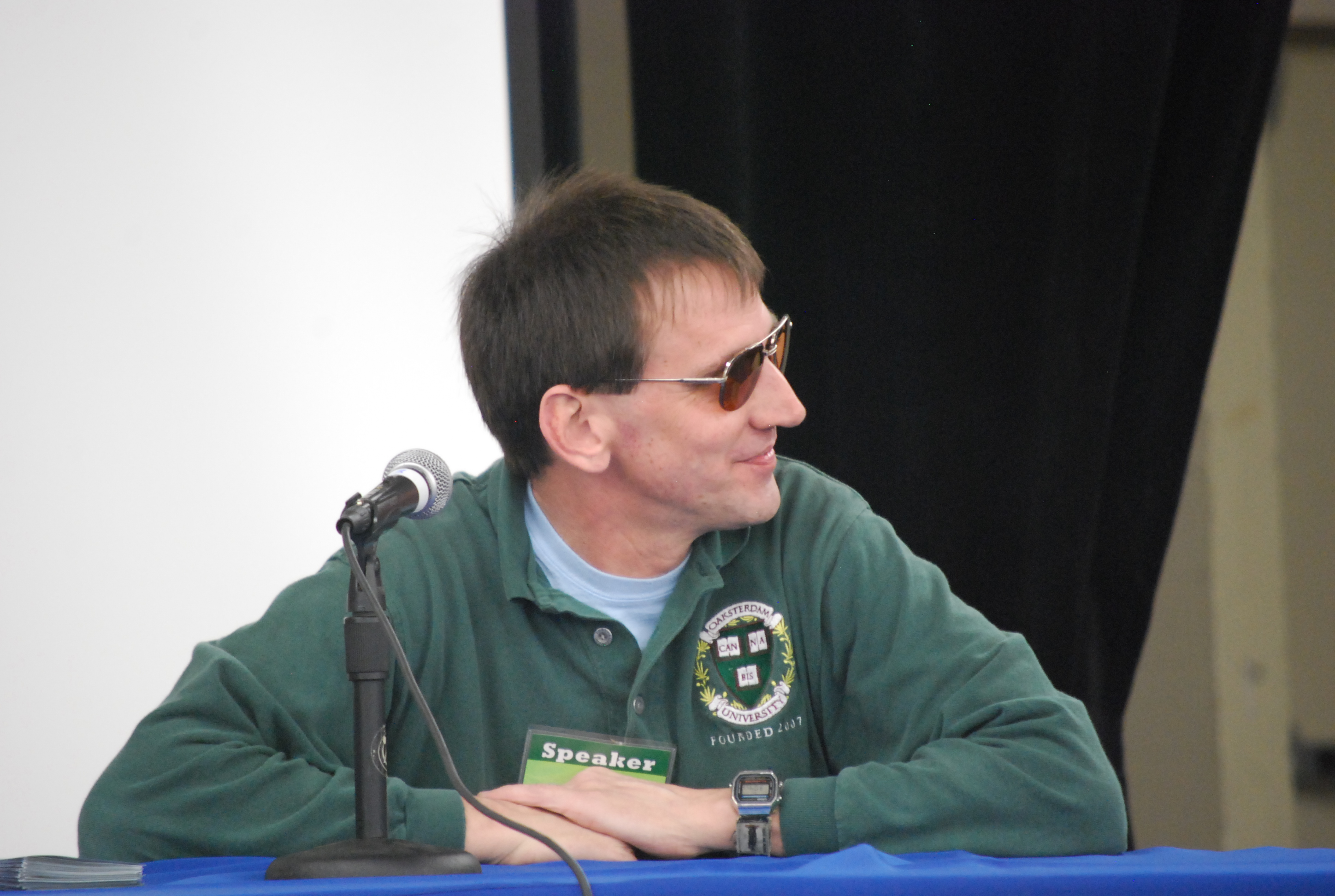
Richard Lee

Der Begründer des Vorhabens ist Richard Lee, ein Hanfaktivist und Verteiler von medizinischem Marihuana aus Oakland. Lee benannte den Berater Chris Lehane als Kopf der Kampagne.
Um die Initiative für die Abstimmung zu qualifizieren, waren 433.971 gültige Stimmen nötig. Die Befürworter der Initiative überreichten 694.248 Unterschriften, die durch zufällige Stichproben geprüft wurden.
1972 gab es in den Novemberabstimmungen von Kalifornien schon eine ähnliche Initiative, um Cannabis zu legalisieren, die zufälligerweise ebenfalls Proposition 19 genannt wurde.

## Ergebnis der Abstimmung
Proposition 19 wurde mit 54,0 zu 46,0 % der Stimmen abgelehnt. Nur in elf von 58 Countys stimmte eine Mehrheit für die Initiative.